# Albert Misak
Albert Misak (geboren 1947 in Wien) ist ein österreichischer Musiker sowie Radio- und Fernsehtechniker. Er bildete mit Edek Bartz das jiddische Duo Geduldig un Thimann.

## Leben und Werk
Albert Misak und Edek Bartz sind Schulfreunde. Bartz wurde 1946 in einem Lager in der Sowjetunion geboren, Misak im Nachkriegs-Wien. Angeregt von Shlomo Carlebach, dem „singenden Rabbiner aus New York“, setzten sich die beiden bereits als Teenager mit ihren jüdischen Wurzeln auseinander. Tagsüber arbeiteten sie als Elektrotechniker bzw. Plattenverkäufer, abends und am Wochenende machten sie Musik. 1966 oder davor gründeten die beiden Les Sabres und suchten von Beginn an ein weit gestreutes Publikum, traten in Arbeiterheimen und katholischen Klöstern auf, spielten bei Friedensmärschen und auf Vergnügungsbällen. Es entstanden ein Album und zwei Singles. Das Szeneoriginal Padhi Frieberger erstellte Fotografien von Les Sabres.
Inspiriert von dem Kultfilm Yidl mitn Fidl beschlossen die zwei Schulfreunde, sich der jiddischen Musik zu widmen. Um ihr Projekt verwirklichen zu können, mussten beide zunächst einmal die jiddische Sprache erlernen. Sie wählten dann die Mädchennamen ihrer Mütter als Künstlernamen – Bartz nannte sich Edward Geduldig, Misak wurde zu Albert Thimann. So entstand das Duo Geduldig un Thimann. Die Mütter waren freilich nicht begeistert und warnten ihre Söhne vor einem offenen Darstellen ihrer jüdischen Wurzeln und Kultur im rigiden Nachkriegsösterreich. Die Mütter fürchteten, sie würden verprügelt werden. Einer der beiden Musiker im Interview mit Thomas Mießgang auf Ö1: „Sie hatten immer noch Angst!“
Das Duo etablierte sich rasch, die Verbindung von jiddischer Musik mit kosmopolitischen, zeitgenössischen Pop-Elementen gefiel. In den siebziger und achtziger Jahren des vorigen Jahrhunderts entstanden vier Alben. Das erste, „Kum aher du filosof“, wurde von André Heller finanziert. In der Folge gelangten die zwei Musiker mit ihrem speziellen, exotischen, doch mit Wien untrennbar verbundenen Sound sogar in die Charts. Ab 1986 gaben Bartz und Misak aufgrund politischer und gesellschaftlicher Umstände keine Live-Konzerte mehr, zudem "erschien dem Duo sein bevorzugtes Repertoire jüdischer Lieder zusehends ausgereizt." Wie die Musiker im Interview mit Leporello erzählen, interessierte sie aber noch die Frage, "ob und wie die jüdische Volksmusik in den Kontext moderner musikalischer Strömungen zu übersetzen wäre."
„Nun, 1992, eigentlich schon fast in Auflösung begriffen, wollte das Duo einige Protagonisten der New Yorker Jazz- und Avantgarde Szene auf diese Stil-Hochzeit einladen.“ Die beiden gingen also nach New York und arbeiteten mit Könnern ihres Faches – mit Don Byron, Arnold Dreyblatt, Mark Feldman, Guy Klucevsek, Ruth Rubin, Elliott Sharp und Andy Statman. Es entstand die letzte gemeinsame CD, A haymish groove, die einen breiten Bogen spannt vom Klezmer zum Free Jazz, vom Sologesang über Kinderchor bis zum Einsatz präparierter Instrumente, eine „Reise zu den Urgründen des eigenen Ichs“. Die CD, mit der Covergestaltung von Clegg & Guttmann, erschien in einer kleinen Auflage, war rasch vergriffen und lange gesucht.
Es gibt sehr wenige Quellen über das Ende der Zusammenarbeit und Misaks weiteren Lebensweg. Einer Fußnote in einer Anthologie ist zu entnehmen, dass er in der Vienna Jewish Cabaret Company spielte. 1993 verkörperte er in Steven Spielbergs Holocaust-Drama Schindlers Liste die Rolle des Juweliers Mordecai Wulkan. Danach übersiedelte Misak zunächst nach London, später nach New York, wo er bis heute mit seiner Familie lebt.
2016 erschien eine mit 750 Stück limitierte Neuauflage von a haymish Groove, mit historischen Photographien von Christine de Grancy die in der Wiener Schiffschul gemacht worden waren. Herausgeber ist das Label Schallter, welches seit Anfang der 1980er Jahre aktiv war und 2014 von Walter Gröbchen wiederbelebt wurde. Zur Finanzierung des Projekts wählten Musiker und Label eine sehr persönliche Form des Crowdfundings, bei dem als Gegenleistungen unveröffentlichte Photographien, vergriffene und handsignierte Schallplatten oder ein Spaziergang durch New York mit Albert Misak angeboten wurden. Dieser Spaziergang führt an Misaks Lieblingsplätze an der Lower East Side, inkl. Besuch der Eldridge Street Synagogue, des Tenement Museums und des Restaurants Katz’s Delikatessen.
Albert Misak und Edek Bartz haben 2015 ihre Sammlungen an Fotos, Flyern, Presseartikel und Plakaten der Wienbibliothek im Rathaus geschenkt. 2016 präsentierten sie gemeinsam den Re-Release ihres Albums im Jüdischen Museum Wien, in der Wienbibliothek und in den Medien.

## Diskographie
- Kum aher du filosof, 1975, LP, Mandragora INT 160.126
- Mojschele majn frajnd, 1980, LP
- Di schejnsten Lider fun Jiddn, 1985, CD, EMI Austria
- A Schtetl is Amerike, 1986, CD, Warner, A
- A haymish groove, 1992, CD, Extraplatte[10]
- A haymish groove, 2016, Doppel LP, (Re-Release), monkey music / Schallter